# Ai sp@ce
《ai sp@ce》是於2008年10月15日推出的三維虛擬世界，以美少女遊戲角色為賣點，最初於2007年12月的Comiket73中發表。由DWANGO、HEADLOCK、BUSHIROAD開發及營運，參加作品有Key的《CLANNAD》、Navel的《SHUFFLE!》和CIRCUS的《D.C.II》。

## 歷史
軟件可免費下載，但當中部分的道具、物件需付費。在7月23日宣佈於8月舉行三種測試，測試者共6060人。軟件在9月12日開始發放（但有連接伺服器出錯的問題，於9月16日發放的版本修正），測試原於9月16日開始，但因「重大問題」而延期。同日於NICONICO動畫公開第一首主題曲《U make 愛 dream》，由KOTOKO歌唱，2008年12月3日發售CD。10月15日開始正式服務，但有限制帳號，需要預先登記，其後逐步分批開放正式帳號，11月11日全部開放。11月14日獲第2回avater業務大獎的特別獎之一。

## 概要
帳號和NICONICO動畫共通，玩家一開始需要製作自己的角色（男女均有），進入世界不久會和「角色人偶」邂逅，則美少女角色，原本是第一個角色免費，其後需付費，最多可以擁有十個角色；但現時實際成品只可擁有一個。選擇完畢就可以登入實現各作品的世界的「島」，最初有「秋葉原島」和《CLANNAD》、《SHUFFLE!》和《D.C.II》三套作品的主題島，每個主題島的開發費為約2000萬日元，預定每數月會不斷增加其他作品的島嶼，包括以女性為對象的遊戲世界，最終理想是發展由玩家從零建造的世界。而《D.C.II》的初音島面積為150至200平方米，連接各島的中心則是「秋葉原島」，重現現實日本的秋葉原電車站附近一部分，建築物的外牆雖有版權問題，最後與各企業商討後解決，可直接重現。各島的景色預定會隨時間、季節而變化，而「角色人偶」不可以移動至其他主題的島，製作者說這是因為會破壞原作的世界觀。但在經過與製作委員會的討論之後，於2009年6月16日的更新檔開放角色人偶可以隨主人去其他主題的島 。各島也有數個各自的「聖地」，需要持有特別道具才能進入，但現時未出現。除了各作品的角色，也預定會出現DWANGO的角色，如雞形吉祥物NIWANGO、NICONICO新聞的棒讀男等，在NICONICO動畫的 NICONICO動畫頻道（页面存档备份，存于） 中也設有專欄。
玩家可以令美少女角色記住官方提供的各種動作，或自行編寫動作。也可以穿著名種衣服或物件，預定可改變表情或化妝。原本聲稱一開始免費提供的選擇有一百件以上，其他則需要付約100至500日元的費用；但正式服務一開始時選擇不多，付費物件大多是500日元以上。而獲得後會收錄於「物件圖鑑」。也可以購買房子和家具，與角色「同居」。玩家和角色對話時是冒險遊戲般的第一人稱視點，平時是第三人稱視點。玩家亦可以製作自己的冒險遊戲和其他人分享。角色人偶有時會說出想做的工作，玩家就要達成各項條件，類似一種任務，但未實際裝入。

## 背景、構思

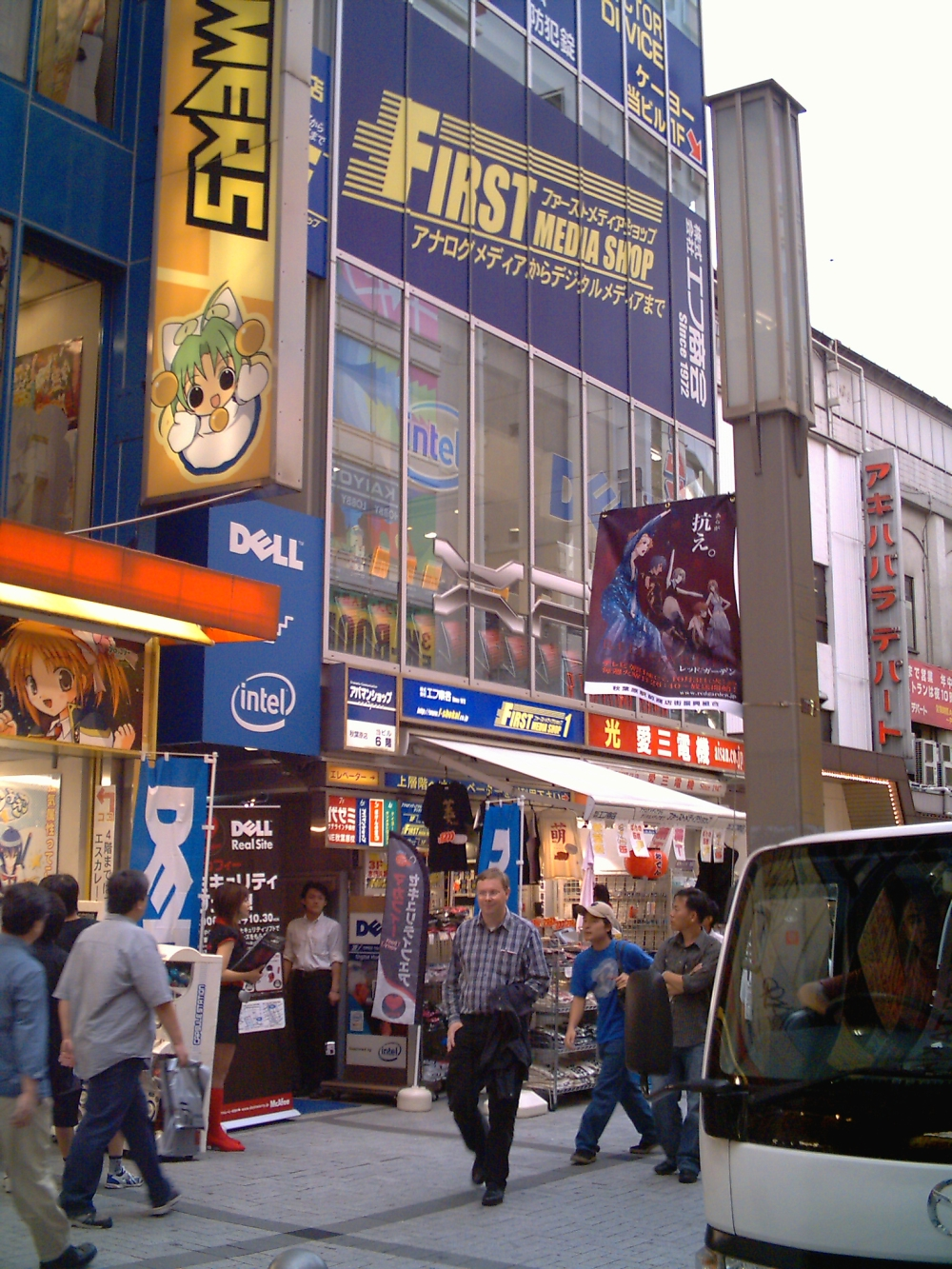
真實的秋葉原

ai sp@ce中的秋葉原

在此之前，美少女遊戲業界已對三維的虛擬世界感興趣，但業界的製作者通常只是多開發不需高技術的遊戲，沒有製作三維虛擬世界的能力和技術，於是和其他有經驗的公司合作。計劃在2006年開始，最初是CIRCUS和HEADLOCK的合作。CIRCUS有「在網上發售《初音島》作品中的土地」的想法，HEADLOCK則計劃製作由多個美少女遊戲世界組成的MMORPG，而順其自然合作起來。當時DWANGO還是以手提電話為業務中心的公司，其後旗下NICONICO動畫的熱潮而足夠資金發展電腦軟件，而和CIRCUS合作推出《Online初音島》測試市場反應。2007年，「CLANNAD是人生」成為網上流行語，Visual Art's（Key）認為在CLANNAD的世界生活是該作品玩家的夢想，而流行語與此計劃的本質巧合地相似而加入。Navel則認為長時間遊玩一般的MMORPG會容易厭倦，然後會轉而和其他玩家互動，《ai sp@ce》以互動為特點的系統則不會出現這種情況。最後DWANGO、HEADLOCK、BUSHIROAD、Visual Art's和CIRCUS組成「ai sp@ce製作委員會」（不包括Navel），DWANGO出資佔70%、HEADLOCK佔15%。HEALOCK開發遊戲、Visual Art's和CIRCUS提供原作的世界觀、BUSHIROAD則負責版權處理和廣告、製作等。各製作者認為成功的大型多人線上遊戲（MMO）需要玩家對角色的愛，以受歡迎的角色為賣點則容易取得客戶，並可達成上述條件。
因為《ai sp@ce》是以美少女角色和互動為賣點，遊戲性不高，主要的玩家預計多是男性，亦估計市場最多只有30萬人。另外製作者避免出現《第二人生》中沒有特別可以做的事而失敗，也有人疑慮作品會成為只賣萌的虛擬空間，而會聽取玩家的意見而不斷開發新要素，開發目標有不少是直接在《ai sp@ce》的世界中聽取玩家意見。初時，有部份參與的公司質疑三維化二次元角色的可行性，但看到實際成品後則滿意角色在三維的再現。另外《ai sp@ce》以高自由度為開發目標。

## 問題

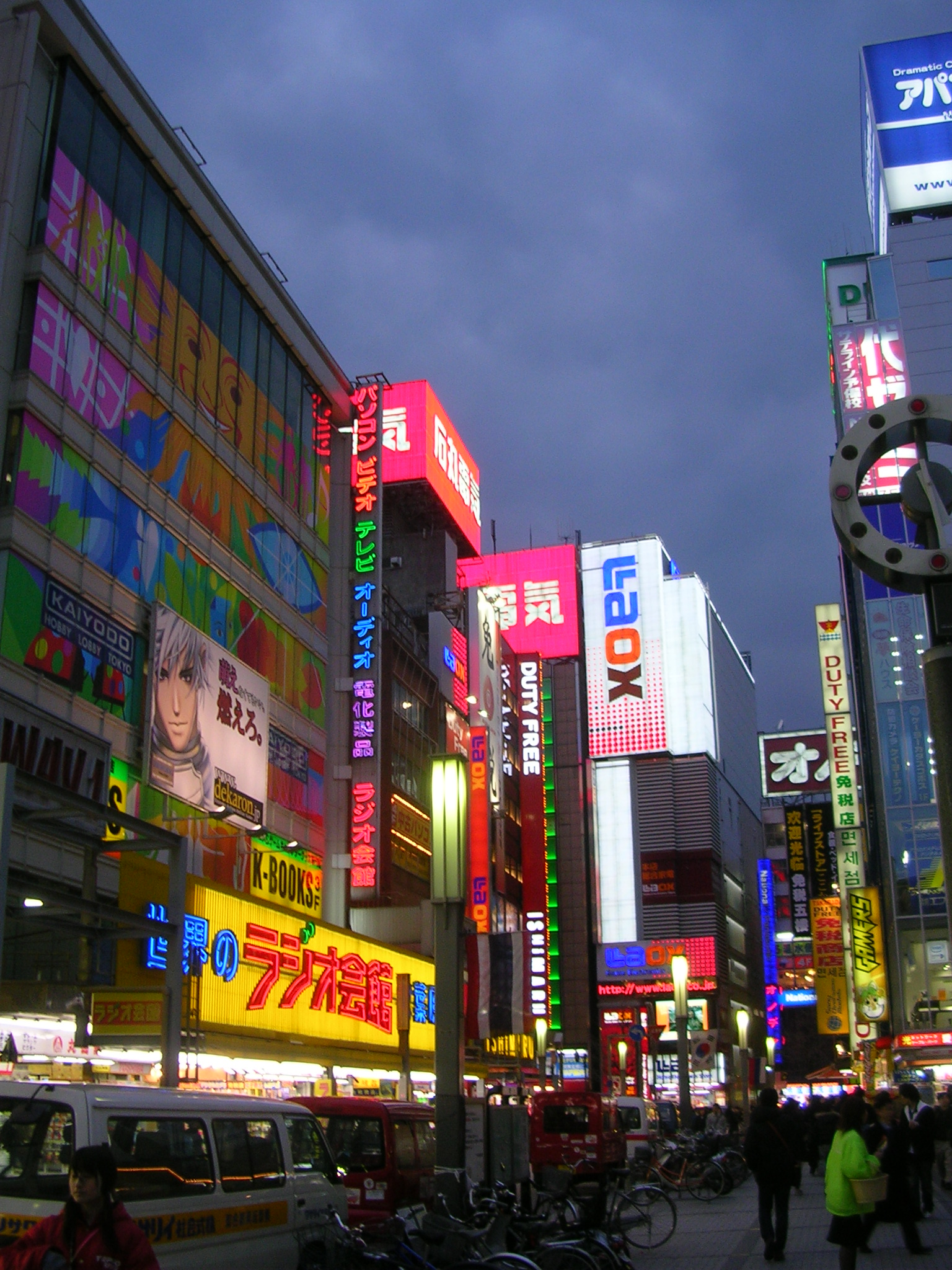
真實的秋葉原

ai sp@ce中的秋葉原

雖然有物品是以世界中的貨幣D（デレ）發售，但大多是要使用真實日元換取的P（ニコニコポイント）才可購買，P比日元是1：1.05，需要收取消費稅。而大多都是不能確實買到想要的物品的扭蛋形式，現實的扭蛋通常是100日元至300日元，《ai sp@ce》中轉一次卻需要500P，更會出現「衛生紙」這種完全和價格不相符的扭蛋物品。不少人投資大量金錢卻買不到想要的物品。